# Yeşilöz, Köprüköy
Yeşilöz là một xã thuộc huyện Köprüköy, tỉnh Erzurum, Thổ Nhĩ Kỳ. Dân số thời điểm năm 2011 là 46 người.